# Purgatorio - Canto decimo

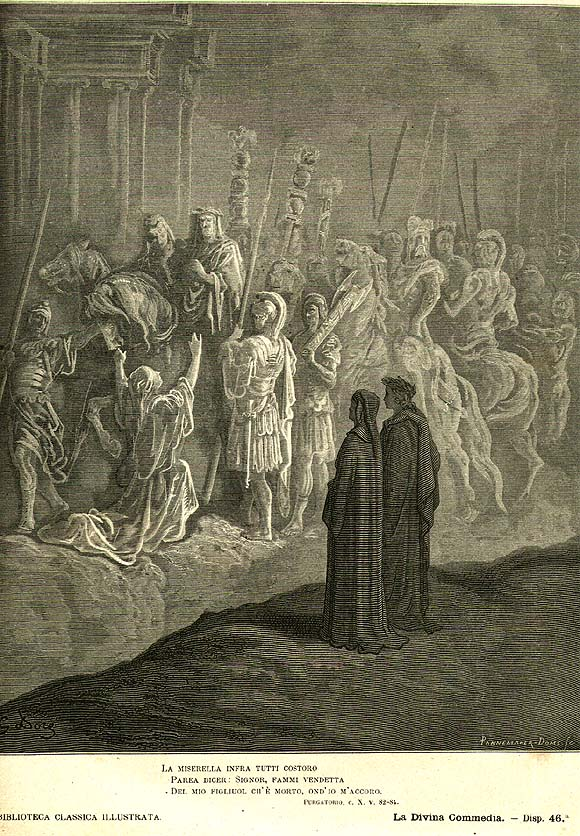
Esempio di umiltà, illustrazione di Gustave Doré

Il canto decimo del Purgatorio di Dante Alighieri si svolge sulla prima cornice, ove espiano le anime dei superbi; siamo nel mattino dell'11 aprile 1300 (Lunedì dell'Angelo), o secondo altri commentatori del 28 marzo 1300.

## Incipit
(Anonimo commentatore dantesco del XIV secolo)

## Temi e contenuti

### Salita al primo girone - vv. 1-27
Non badando più alla porta alle loro spalle e salendo con attenzione su un sentiero zigzagante su per il pendio, alle nove circa della mattina Dante e Virgilio raggiungono la prima cornice (larga, per tutta la sua circonferenza, quanto tre uomini, quindi circa cinque metri) e lì si fermano, incerti sulla via.

### Esempi di umiltà - vv. 28-96
Agli occhi del poeta salta subito che la parete di fronte a lui è adornata da opere in pietra quasi più realistiche della realtà stessa. Vi è raffigurata per prima cosa la scena dell'Annunciazione, tanto realistica che si sarebbe giurato di udire la voce dell'angelo e di Maria. Virgilio lo spinge a passare oltre, fino alla scena successiva: scolpito nel marmo il re David, l'umile salmista, sta danzando in vesti succinte davanti all'Arca dell'Alleanza (e più e men che re era in quel caso) mentre la moglie Micol assiste scandalizzata. L'illusione è tanto perfetta che, nonostante udito ed olfatto neghino di provare alcunché, pure attraverso la vista sembra di sentire il canto del popolo ed il profumo dell'incenso. La terza scena, infine, rappresenta la giustizia di Traiano: l'imperatore, nell'atto di abbandonare Roma per andare in guerra, davanti all'intero esercito cede alle insistenze di una povera vedova e rimanda la partenza per darle la giustizia che ella richiede. L'intero dialogo è trasmesso attraverso l'illusione perfetta delle effigi, opera di Dio in persona.

### I superbi - vv. 97-139
Virgilio avvisa Dante che sono in arrivo molte persone, dal passo lento: sono i purganti che scontano il loro peccato di superbia. Sono coloro che hanno dimenticato che l'uomo è solo un bruco, destinato a diventare farfalla solo nell'aldilà: ora sono curvi come telamoni sotto pesi troppo grandi rispetto alle loro forze, tanto che quello che sembrava poter sopportare di più il suo carico piangendo parea dicer: "Più non posso".

## Analisi del testo
Abbandonando almeno in parte il simbolismo a favore di un intento più specificatamente edificante, Dante accede alla vista dei primi fra i purganti; si tratta della prima fra le "pene" propriamente dette che si incontrano nella seconda cantica.
L'abilità narrativa e immaginifica del poeta è qui dispiegata in tutta la sua potenza: la descrizione delle scene di umiltà è semplice nel concetto (sono tanto verosimili da sembrar parlare) ma resa con grande maestria e senza mai cadere in banalità. La presentazione dei superbi è anticipata da un'apostrofe al lettore, perché non tema il dolore del contrappasso pensandolo in funzione della beatitudine futura (si ricordi che siamo sicuramente destinati, dopo la morte, a sopportare nel migliore dei casi perlomeno le pene del Purgatorio), che sembra sapientemente posizionata per alimentare un vero effetto suspense ante litteram.
Questo canto sembra quindi essere stato composto con grande abilità per perseguire l'intento di insegnare e ammonire attraverso l'arte e il coinvolgimento emotivo, quasi imitando quelle statue parlanti scolpite dal Cielo in persona. Del resto, come ogni epoca anche quella di Dante era colma di superbi cristian; e quale esempio migliore, per richiamare tali tronfi personaggi all'umiltà, che mostrare la propria padronanza assoluta del mezzo artistico per poi definirsi in chiusura solo un vermo in cui formazion falla?